# Musée Berardo
Le musée Berardo (en portugais Museu Colecção Berardo) est un musée d'art moderne et contemporain situé à Belém, un quartier de Lisbonne, au Portugal.
Il est installé au Centre culturel de Belém, et contient plus de 800 œuvres provenant de la collection de José Berardo.

## Collections
La programmation du musée est orientée par la rotation des différents mouvements artistiques qui intègrent une collection d'œuvres valorisée par la maison d'enchères Christie à 316 millions d'euros. 
La collection du musée est représentative des beaux-arts, surtout européens et américains, du XXe siècle et du début du XXIe siècle. 
La collection couvre les grands mouvements du surréalisme au pop art, l'hyper-réalisme, du minimalisme à l'art conceptuel, présentés en divers médiums artistiques. 
Il couvre en particulier l'art moderne et contemporain portugais.
Non seulement le musée a une collection permanente importante, mais il est également l'hôte de diverses expositions temporaires. 

## Mouvements importants et artistes

### Abstraction-Création
- Georges Vantongerloo, SXR/3, 1936

### Action painting
- Jackson Pollock, Head, 1941
- Franz Kline, Sabro, 1956

### Art Digital
- Robert Silvers, JFK, 5/6, 2002

### Art Expérimental
- Ana Hatherly, O Pavão Negro, 1999

### Abstraction Géométrique
- Nadir Afonso, Marcoule, 1962

### Body Art
- Cindy Sherman, Sans titre (Film Still Nº37), 1979

### Constructivisme
- El Lissitzky, Kestnermappe Proun, Rob. Levnis and Chapman GmbH Hannover, 1923
- Alexandre Rodtchenko, Portrait V. Majakowski, 1924

### Cubisme
- Albert Gleizes, Woman and Child, 1927
- Pablo Picasso, Tête de Femme, c.1909

### Dadaïsme
- Marcel Duchamp Porte-bouteilles, (réplique)

- Hans Arp

### De Stijl
- Vilmos Huszár, Sans titre, 1924
- Georges Vantongerloo, Studies I, 1918

### Expressionnisme abstrait
- Philip Guston, Sans titre, 1957
- Joan Mitchell, Lucky Seven, 1962
- Pierre Soulages, Peinture 202 x 165 cm, 10 novembre 1963, 1963
- Lee Krasner, Visitation, 1973
- Sam Francis, Sans titre, 1979
- Willem de Kooning, Sans titre, c. 1976

### Art cinétique
- Pol Bury, Mélangeur, 1961
- Alexander Calder, Black Spray, 1956
- Jean Tinguely, Indian Chief, 1961

### Minimalisme
- Carl Andre, 144th Travertine Integer, 1985
- Richard Artschwager, Trunk, 1964
- Larry Bell, Vertical Gradient on the Long Length, 1995
- Anthony Caro, Fleet, 1971
- Dan Flavin, Sans titre (Monument to Vladimir Tatlin), 1964
- Ellsworth Kelly, Yellow Relief with Blue, 1991
- Sol LeWitt, Eight Sided Pyramid, 1992
- Richard Serra, Point Load, 1988
- Frank Stella, Hagamatana II, 1967

### Néo-expressionnisme
- Georg Baselitz, Blonde ohne Stahlhelm- Otto D. (Blonde Without Helmet - Otto D.), 1987
- Anselm Kiefer, Elisabeth von Österreich, 1991

### Néoplasticisme
- Piet Mondrian, Composition of Yellow, Black, Bleu and Grey, 1923

### Néo-réalisme
- Mário Dionísio, O Músico, 1948

### Op art
- Bridget Riley, Orient IV, 1970
- Victor Vasarely, Bellatrix II, 1957

### Photographie
- Pepe Diniz, diverses œuvres
- Jemima Stehli, diverses œuvres
- Manuel Casimiro, Cidade 1, 1972
- Victor Palla, 'diverses œuvres

### Photoréalisme
- Tom Blackwell, Gary's Hustler, 1972
- Robert Cottingham, Dr. Gibson, 1971
- Don Eddy, Toyota Showroom Window I, 1972

### Pop art
- Clive Barker, Fridge, 1999
- Peter Blake, Captain Webb Matchbox, 1962
- Jim Dine, Black Child's Room, 1962
- Richard Hamilton, Epiphany, 1989
- David Hockney, Picture Emphasizing Stillness, 1962
- Edward Kienholz, Drawing for the Soup Course at The She She Cafe, 1982
- Phillip King, Through, 1965
- Roy Lichtenstein, Interior with Restful Paintings, 1991
- Nicholas Monro
- Claes Oldenburg, Soft Light Switches 'Ghost' Version, 1963
- Sigmar Polke, Bildnis Helmut Klinker, 1965
- Mel Ramos, Virnaburger, 1965
- James Rosenquist, F-111, 1974
- George Segal, Flesh Nude behind Brown Door, 1978
- Andy Warhol, Campbell's Soup en various other works, 1965
- Evelyne Axell, L'Œil de la Tigresse, 1964
- Mark Lancaster, diverses œuvres

### Réalisme
- Philip Sylvio Pearlstein, Two Figures, 1963

### Sculpture contemporaine
- Philippe Desloubières, Germination 003A, 2007, Germination 003D, 2009

### Suprématisme
- Kasimir Malevitch, Suprematism: 34 dessins, 1920
- Ljoebov Popova, diverses compositions

### Surréalisme
- Eileen Agar, Snake Charmer, 1936
- Hans Bellmer, La Toupie, 1956
- Salvador Dalí, White Aphrodisiac Telephone, 1936
- Julio González, Femme au Miroir Rouge, Vert et Jaune, 1936
- André Masson, Eleusis, 1963
- Pablo Picasso, Femme dans un Fauteuil, 1929
- Man Ray, Café Man Ray, 1948
- Paule Vézelay, Les Ballons et les Vases, 1934
- Paul Delvaux, Le Bain des Dames chez George Grard (S. Idesbald), 1947
- Fernando Lemos, diverses œuvres